# Cal Jeroni (la Pobla de Claramunt)
Cal Jeroni és una obra de la Pobla de Claramunt (Anoia) inclosa a l'Inventari del Patrimoni Arquitectònic de Catalunya.

## Descripció
Planta rectangular que s'adapta al desnivell del terreny. L'entrada os situa a un extrem a la part més baixa d'aquest desnivell. Té poquíssimes finestres, que només trobem a nivell superior prop del sostre.

## Història
Part de l'edifici havia estat un molí paperer. Fou a partir dels anys 1950 que es va potenciar a La Pobla la decoració i la construcció del moble a desnivell artesanal. Aquesta edificació forma part d'un dels dos nuclis antics de la vila, anomenat de les Figueres.